# حقوق آب
حقوق منابع آب (در بعضی کشورها، به حقوق آب خلاصه می‌شود) حوزه ای حقوقی است که با مالکیت، کنترل و مصرف آب به عنوان یک منبع سروکار دارد. این موضوع بیشتر با حقوق مالکیت مرتبط است و از قوانین حاکم بر کیفیت آب متمایز است.

## آب‌هایی که مشمول مقررات هستند
آب در همه جا هست و در محدوده مرزهای سیاسی محصور نمی‌شود. حقوق منابع آب برای هر بخشی از هیدروسفر می‌تواند اعمال شود که بر اساس آن ممکن است مطالباتی برای تخصیص یا حفظ آب برای بعضی اهداف، ایجاد شود. چنین آب‌هایی شامل موارد زیر هستند اما به اینها محدود نمی‌شوند:
- آب‌های سطحی: دریاچه‌ها، رودخانه‌ها، جویبارها، اقیانوس‌ها و تالاب ها؛
- رواناب سطحی: عموماً آبی است که از باران، سیلاب و ذوب برف روی زمین جریان می‌یابد قبل از اینکه این آب‌ها به منابع آب، دریاچه‌ها، تالاب‌ها، یا اقیانوس‌ها برسند؛
- آب زیرزمینی: به ویژه آب موجود در آبخوانها.

## تاریخچه
تاریخچهٔ ارتباط مردم با آب، رویکردهای مختلفی را در خصوص مدیریت منابع آب نشان می‌دهد. Lipit Ishtar و Ur Nammu حداقل ۲۵۰ سال قبل از تاریخ حمورابی دارای مقررات آب بودند، و اساس‌های هنجاری را که بر مبنای آنها قانون حمورابی ساخته شده‌است را به وضوح ارائه می‌دهند. قانون حمورابی یکی از اولین قوانین مکتوب برای رسیدگی به مسائل مربوط به آب می‌باشد و این قانون، مدیریت استفاده از آب را شامل می‌شود. این قانون حدود ۳۸۰۰ سال پیش توسط پادشاه بابل، حمورابی، ایجاد شده‌است.

## مشکلات حق آب
تنظیم آب به صورت منحصر به فردی دشوار است چرا که قوانین عمدتاً برای زمین طراحی شده‌اند. آب متحرک است، تأمین آن بر اساس سال، فصل و مکان متفاوت است و همزمان توسط بسیاری از موجودات مورد استفاده قرار می‌گیرد. حق آب نیز مانند حقوق مالکیت، تحت عنوان «دسته ای از وضعیت ها» توصیف می‌شود که فعالیت‌های مجزای چندگانه با سطوح مختلفی از تنظیمات را شامل می‌شود. مثلاً، برخی از مصارف آب، آن را از مسیر طبیعی خود منحرف می‌کند اما همه یا اکثر آن به مسیر طبیعی بازمی‌گردد (مثل نیروگاه‌های برق آبی) در حالی که برخی دیگر، بخش اعظم آنچه را که دریافت کرده مصرف می‌کنند (مانند کشاورزی) موارد دیگری هم آب را بدون انحراف و تغییر مسیر آن استفاده می‌کنند (مثل قایقرانی). هر نوع فعالیت، نیازمندی‌های خود را دارد و به لحاظ نظری به‌طور جداگانه تنظیم می‌شود. احتمال دارد که چندین نوع اختلاف و درگیری به وجود آید: کمبود مطلق: کمبود در یک زمان یا مکان مشخص، تغییر مسیرهای آب که جریان در دسترس دیگران را کاهش می‌دهد، آلاینده‌ها یا تغییرات دیگر (مثل دما یا کدورت) که آب را برای استفاده دیگران نامناسب می‌سازد و نیاز به حفظ «جریان‌های جاری» آب برای حمایت از اکوسیستم‌های طبیعی.
یک نظریه تاریخی مطرح شده در کتاب استبداد شرقی کارل ویتفوگل، که مطالعه ای تطبیقی از قدرت متمرکز است، معتقد است که بسیاری از امپراتوری‌ها در اطراف قدرتی مرکزی سازمان دهی شده‌اند که جمعیتی را از طریق انحصاری کردن منبع تأمین آب کنترل کرده‌است. چنین امپراتوری هیدرولیکی پتانسیلی را برای استبداد ایجاد می‌کند و مانند یک داستان تأمل‌برانگیز برای طراحی مقررات آب عمل می‌کند.
حقوق آب در بعضی از قسمت‌های جهان که جمعیت در حال رشد، با افزایش رقابت بر سر منابع طبیعی محدود آب مواجه است، بحث‌برانگیز است. اختلافات در مورد رودخانه‌ها، دریاچه‌ها آبخوان‌ها از مرزهای ملی عبور می‌کند. اگرچه حقوق آب هنوز به‌طور عمده توسط کشورهای خاص تنظیم می‌شود، مجموعه‌های بین‌المللی از قوانین پیشنهادی مثل قوانین هلسینکی در مورد استفاده از آب‌های رودخانه‌های بین‌المللی و اعلامیه Hague در مورد سلامت آب در قرن ۲۱ وجود دارد. اثرات احتمالی گرم شدن زمین بر الگوهای بارشی و تبخیر؛ در دسترس بودن و هزینه تکنولوژی نمک زدایی، کنترل آلودگی و رشد آبزی پروری جز مسائل طولانی مدت در حقوق آب می‌باشد.

## مدل‌های قانونی
حق قانونی برای استفاده از یک منبع آب بخصوص تحت عنوان حق آب شناخته می شود. دو مدل اصلی برای حق آب مورد استفاده قرار می‌گیرد. نخست، حق مجاورت، جایی که مالک زمین مجاور حق (برداشت) آب از پیکره (آب) موجود در کنار آن (زمین) را دارد. مدل اصلی دیگر مدل برداشت های متقدم می باشد، اولین شخصی که از یک منبع آب استفاده کرد اولویت اول را صرف نظر از نزدیکی ملک خود نسبت به منبع آب  خواهد داشت. عموماً، در نواحی که آب فراوانی دارند، نظام های حقوقی مجاورتی رواج بیشتری دارند در حالی که نظام های تخصیصی (تقدم) در آب و هوای خشک متداول تر هستند. از آنجایی که حقوق منبع آب پیچیده است، بسیاری از نواحی، ترکیبی از این دو مدل را دارند. 

## حقوق آب بر اساس کشور

### حقوق بین‌المللی
حق استفاده از آب برای تأمین نیازهای بنیادی انسان در مصارف شخصی و خانگی، طبق حقوق بشری محفوظ است. هنگامی که این حق در چارچوب های قانون ملی گنجانده می شود، خود را در دل سایر حقوق آب متبلور می‌نماید. در حقوق بین‌الملل مجموعه وسیعی از اسناد بین‌المللی شامل معاهدات بین‌المللی حقوق بشر، اعلامیه ها و دیگر استانداردها وجود دارد که حق انسان نسبت به آب از این طریق شناخته شده است. حق انسان نسبت به آب مسئولیت های عمده ای را بر عهده دولت ها می گذارد، تا از اینکه مردم بتوانند از "آب کافی، ایمن و سالم، در دسترس و مقرون به صرفه بدون هیچ گونه تبعیضی بهره مند شوند" اطمینان حاصل شود. به ویژه، انتظار می رود که برای جلوگیری از تأمین آب آلوده و اطمینان از اینکه هیچ فرقی بین شهروندان در مورد دسترسی به آب وجود ندارد، دولت ها مراحل و اقدامات منطقی اتخاذ کنند. امروزه همه دولت ها حداقل یکی از کنوانسیون‌های حقوق بشری را به تصویب رسانده اند که تلویحاً و تصریحا این حق را به رسمیت می شناسد و همه آنها حداقل یک اعلامیه سیاسی که این حق را به رسمیت بشناسند را امضا کرده اند.

### کانادا
طبق قانون اساسی، صلاحیت تصمیم‌گیری در مورد مسیرهای آبی بین دولت های فدرال و استانی تقسیم شده است. صلاحیت تصمیم‌گیری فدرال از قدرت ها و اختیاراتی برای تنظیم ناوبری، حمل و نقل، ماهیگیری و شیلات و اداره سرزمین های شمالی حاصل می‌شود که منجر به تصویب موارد زیر شده است:
- قانون شیلات[۴]
- قانون حمایت از ناوبری
- قانون پیشگیری از آلودگی آب های قطب شمال
- قانون اقیانوس ها[۵]

صلاحیت تصمیم‌گیری استانی از قدرت ها و اختیاراتی در مورد حقوق مالکیت و مدنی، خصوصیات محلی و خصوصی و مدیریت اراضی پادشاهی حاصل می شود. در اونتاریو و کبک و دیگر استان ها، بستر تمام آب های قابل ناوبری برخلاف حقوق انگلیسی به پادشاهی اختصاص می‌یابد. همه دولت های استانی نیز کیفیت آب را از طریق قوانین مربوط به حفاظت زیست محیطی و آب آشامیدنی مانند قانون آب پاک در اونتاریو کنترل می کنند.

### استرالیا
قانون آب در هر ایالت استرالیا متفاوت است.

### ایالات متحده
در ایالات متحده، نظام های قانونی پیچیده ای برای اختصاص حق آب وجود دارد که در هر منطقه متفاوت می باشد. این نظام های متفاوت به دلایل تاریخی و جغرافیایی شکل گرفته‌اند. حقوق آب، طیف وسیعی از موضوعات یا مقوله های طراحی شده جهت ارائه یک چارچوب برای حل اختلاف و رفع مسائل سیاسی مرتبط با آب را شامل می شود:
- آب های عمومی که شامل آب های جذر و مدی و مسیرهای آبی (حمل و نقلی) قابل ناوبری می‌شوند.
- آب های سطحی دیگر— عموماً آب هایی که در اثر بارش، سیلاب ها و ذوب برف، تا قبل از پیوستن به منابع آب عمومی، در زمین های غیر عمومی جریان می یابند.
- آب زیرزمینی، که گاهی اوقات،  آب زیرسطحی یا آب نفوذ یافته نامیده می شود.
- مقررات عمومی آب ها که شامل کنترل سیل، مقررات زیست‌محیطی—ایالتی و فدرال، مقررات سلامت عمومی و مقررات ماهیگیری و شیلات می‌شود.
- در ارتباط با همه موارد فوق، تعامل حقوق عمومی و خصوصی آب است که بر اساس جنبه های حقوقی نوظهور و اختیارات بند تجاری فدرال تعریف می‌شوند.
- حقوق پروژه‌های آبی: حقوق کاملاً توسعه یافته‌ای است که به شکل‌گیری، اجرا و تأمین مالی نهادهای عمومی و شبه عمومی می‌پردازد کهپروژه‌های عمومی را در سطح انجام می‌دهند، مانند کنترل سیل، کنترل حمل و نقل، آبیاری و جلوگیری از تخریب محیط زیست.
- معاهده حقوق بومیان آمریکایی.

حقوق حاکم بر همه این عناوین در سطوح مختلف گسترده شده‌اند. برخی از این حقوق، از اصول حقوق عمومی (کامن لا) که در طول قرن ها توسعه یافته اند مشتق می شوند و با تغییر ماهیت منازعات ارائه شده به دادگاهها، تکامل می یابند. مثلاً، رویکرد قضایی حقوق مالکین برای تغییر مسیر و منحرف کردن آب های سطحی به طور چشمگیری در قرن گذشته تغییر یافته است چرا که نگرش های عمومی در مورد زمین و آب تکامل یافته است. برخی دیگر، از حقوق کیفری (statutory) نشأت می گیرند. برخی، از امتیازات عمومی اراضی به دولت‌ها و اسناد مربوطه ناشی می شوند. بعضی، از مقررات محلی و فدرال آب ها از طریق منطقه بندی، سلامت عمومی و دیگر تنظیمات حاصل می شوند. قبایل بومی که در سطح فدرال به رسمیت شناخته نشده اند، فاقد حقوق آب می باشند.

### اتحادیه اروپا
برای کشورهای عضو اتحادیه اروپا، بخشنامه های مرتبط با آب، برای مدیریت منابع آب و استانداردهای کیفیت آب و زیست محیطی حائز اهمیت هستند. بخشنامه های کلیدی شامل بخشنامه فاضلاب و پساب شهری (نیاز بیشتر شهرها و شهرک ها برای تصفیه فاضلاب خود با استانداردهای مشخص شده)، و بخشنامه چارچوب آب هستند که مدیریت در سطح حوضه های آبریز رودخانه را منطبق بر، مشارکت عمومی اصول کنوانسیون آرهوس مطالبه می‌کنند.